# كأس الكونغو لكرة القدم
كأس الكونغو لكرة القدم (بالفرنسية: Coupe du Congo de football)‏، هي بطولة كرة قدم رسمية في جمهورية الكونغو، أسسها اتحاد الكرة سنة 1974م.

## مصدر
1. ↑  "Congo (Brazzaville) - List of Cup Winners". RSSSF. مؤرشف من الأصل في 2017-11-23. اطلع عليه بتاريخ 2011-10-01.